# Дубки (Городецкий район)
Дубки — деревня в Городецком районе Нижегородской области. Входит в состав Николо-Погостинского сельсовета.

## История
В 1965 году указом Президиума Верховного Совета РСФСР деревня Блудово переименована в Дубки.

## Население
| 2002 | 2010 |
| ---- | ---- |
| 9    | ↘5   |